# Wassyl Rassewytsch
Wassyl Wassylowytsch Rassewytsch (ukrainisch Василь Васильсович Расевич; wiss. Transliteration Vasyl’ Vasyl’ovyč Rasevyč; * 23. Februar 1966 in Sadowsche, Ukrainische SSR) ist ein ukrainischer Historiker und Publizist.

## Biographie
1966 in Sadowsche in der Oblast Riwne geboren, studierte Wassyl Rassewytsch nach Abschluss der Schule in Kuchtsche von 1986 bis 1991 an der Iwan-Franko-Universität in Lemberg Geschichte. Von Oktober 1990 bis März 1994 arbeitete er als politischer Referent des Abgeordneten der Werchowna Rada Ihor Juchnowskyj. Anschließend folgten eine halbjährige Archivartätigkeit im Iwan-Krypjakewytsch-Institut für Ukrainistik und eine Assistenten- und Dozententätigkeit in der Abteilung für Zeitgeschichte an der Iwan-Franko-Universität bis März 1999. Im Juli 1996 wurde er unter Leitung seines Lehrers Professor Mychajlo Schwahuljak mit der Dissertation „Die Ukrainische Nationaldemokratische Partei 1899-1918“ zum Doktor promoviert. Von März 1999 bis März 2002 war er Doktorand an der Iwan-Franko-Universität. Von 2002 bis 2007 wirkte er am Krypjekewytsch-Institut als stellvertretender Direktor, seit 2007 ist er hier als eine Art akademischer Oberrat oder Senior Research Fellow Mitarbeiter am Lehrstuhl für Zeitgeschichte. Von August 2011 bis Ende August 2022 wirkte Rassewytsch als Chef-Redakteur bei der gesellschaftspolitisch ausgerichteten liberalen, 2007 gegründeten ersten Internetzeitschrift Lembergs Zaxid.net. 

## Wissenschaftliches und publizistisches Werk
Schwerpunkt der wissenschaftlichen Arbeit Rassewytschs ist die Nationalbewegung in Galizien vom 19. Jahrhundert an bis in die Gegenwart. Insbesondere nach dem Euromaidan hat sich der Wissenschaftler publizistisch mit dem politisch rechten Spektrum der ukrainischen Gegenwartsgesellschaft und -politik befasst und hierzu publizistische Artikel in zaxid.net und in verschiedenen Zeitungen und Zeitschriften veröffentlicht, von denen auch über ein Dutzend in deutscher Übersetzung in den Ukraine-Nachrichten erschienen. Die Texte Rassewytschs stehen in Korrelation zu seinem weiteren Wirken als politischer Berater sowie als Dozent und Referent unter anderem auch an der Journalisten-Schule der Ukrainischen Katholischen Universität (UKU) und am Lemberger Institut für Stadtgeschichte.

## Veröffentlichungen (Auswahl)
- Українська національно-демократична партія 1899–1918 рр. Diss. L’viv 1995.
- Україна у великій війні 1939-1945 (Die Ukraine im großen Krieg 1939–1945). EMMA, Kyïv 2014.
- Aussenpolitische Orientierungen österreichischer Ukrainer (1912-1918), in: Confraternitas (FS Jar. Isajevyč) = Ukraïna: kul’turna spadščyna, nacional’na svidomist’, deržavnist’ 15 (2006–2007) 623–635.
- Ein habsburgischer König für die Ukraine? Wilhelm von Habsburg und Kaiser Karl I, in: Karl I (IV), der Erste Weltkrieg und das Ende der Donaumonarchie. Wien/Rom 2007, 223–230.
- Die Westukrainische Republik von 1918/19, in: Wolfram Dornik (Hrsg.): Die Ukraine: zwischen Selbstbestimmung und Fremdherrschaft 1917–1922. Graz 2011, 181–202.
- Ukrainische Identität in der veränderten politischen Situation, in: DaFiU 23 (2011) 113–117 (online).
- Die Sicht von Innen – Besatzungszeit, ebd. 325–344 (beide Texte erschienen auch in den ukrainischen und englischen Übersetzungen des Bandes, 2014 bzw. 2015 publiziert).
- Rückkehr nach Europa, in: Österreichisch-ukrainische Begegnungen. L’viv 2013, 147–157.